# Seminemacheilus tongiorgii
Seminemacheilus tongiorgii är en fiskart som beskrevs av Teodor T. Nalbant och Bianco, 1998. Seminemacheilus tongiorgii ingår i släktet Seminemacheilus och familjen grönlingsfiskar. Inga underarter finns listade i Catalogue of Life.